# Східний Прігніц-Руппін (район)

Прапор району Східний Прігніц-Руппін.

Розташування району Східний Прігніц-Руппін на мапі Землі Бранденбург.

Східний Прігніц-Руппін (нім. Landkreis Ostprignitz-Ruppin) — район в Німеччині. Центр району — місто Нойруппін. Район розташований у федеральній землі Бранденбург. 
Площа району 2.509,22 км². Населення району становить 98 808 осіб (станом на 31 грудня 2020). Щільність населення 42 особи/кв.км. Офіційний код району 12 0 68.

## Міста і громади
Район складається з чотирьох самостійних міст, трьох самостійних громад, а також двох міст і 14 громад (нім. Gemeinden), об'єднаних у чотири об'єднання громад (нім. Ämter).
Дані про населення наведені станом на 31 грудня 2020. Зірочкою (*) позначений центр об'єднання громад.
|  | Самостійні міста: 1. Віттшток (14007) 2. Киріц (9281) 3. Нойруппін (30764) 4. Райнсберг (7948) Самостійні громади: 1. Вустергаузен (5755) 2. Гайлігенграбе (4379) 3. Фербеллін (8971) | Об'єднання громад: 1. Ліндов (4604) 1. Герцберг (627) 2. Ліндов *, місто (3030) 3. Рютнік (456) 4. Філіцзе (491) 2. Нойштадт/Доссе (7620) 1. Бреддін (903) 2. Дрец (1119) 3. Зіферсдорф-Гоенофен (702) 4. Нойштадт *, місто (3395) 5. Церніц-Лом (911) 6. Штюденіц-Шенермарк (590) 3. Темніц (5479) 1. Вальслебен * (781) 2. Дабергоц (645) 3. Меркіш-Лінден (1261) 4. Темніцквель (800) 5. Темніцталь (1511) 6. Шторбек-Франкендорф (481) |

## Населення
| Рік  | Населення |
| ---- | --------- |
| 1990 | 118.794   |
| 1991 | 116.002   |
| 1992 | 117.102   |
| 1993 | 116.866   |
| 1994 | 116.180   |
| 1995 | 116.005   |
| 1996 | 115.637   |
| 1997 | 115.670   |
| 1998 | 115.193   |
| 1999 | 114.273   |

| Рік  | Населення |
| ---- | --------- |
| 2000 | 112.930   |
| 2001 | 111.878   |
| 2002 | 111.009   |
| 2003 | 110.057   |
| 2004 | 108.894   |
| 2005 | 108.027   |
| 2006 | 106.830   |
| 2007 | 105.812   |
| 2008 | 104.786   |
| 2009 | 103.734   |

| Рік  | Населення |
| ---- | --------- |
| 2010 | 102.868   |
| 2011 | 99.753    |
| 2012 | 99.125    |
| 2013 | 98.944    |
| 2014 | 98.886    |
| 2015 | 99.110    |